# Carex tenebrosa
Carex tenebrosa är en halvgräsart som beskrevs av Francis M.B. Boott. Carex tenebrosa ingår i släktet starrar, och familjen halvgräs. Inga underarter finns listade i Catalogue of Life.